# Melastomataceae
Famille
Classification APG III (2009)
Les Melastomataceae (ou Mélastomatacées en français) sont une famille de plantes à fleurs dicotylédones de l'ordre des Myrtales. Elle comprend plus de 4 400 espèces réparties en près de 180 genres.
Ce sont des plantes herbacées, des arbustes, des arbres ou des lianes, parfois grimpants ou épiphytes, ayant colonisé une grande variété de milieux, des régions subtropicales à tropicales (en dehors des zones arides). Elle est largement représentée en Amérique du Sud.
Le genre Miconia compte près de 1 000 espèces à lui seul.
- L'arbre de velours (Miconia calvescens), un petit arbre aux grandes feuilles persistantes, originaire d'Amérique du Sud, introduit comme plante ornementale, est devenu un fléau à Tahiti et à Hawaii, étouffant la végétation indigène.

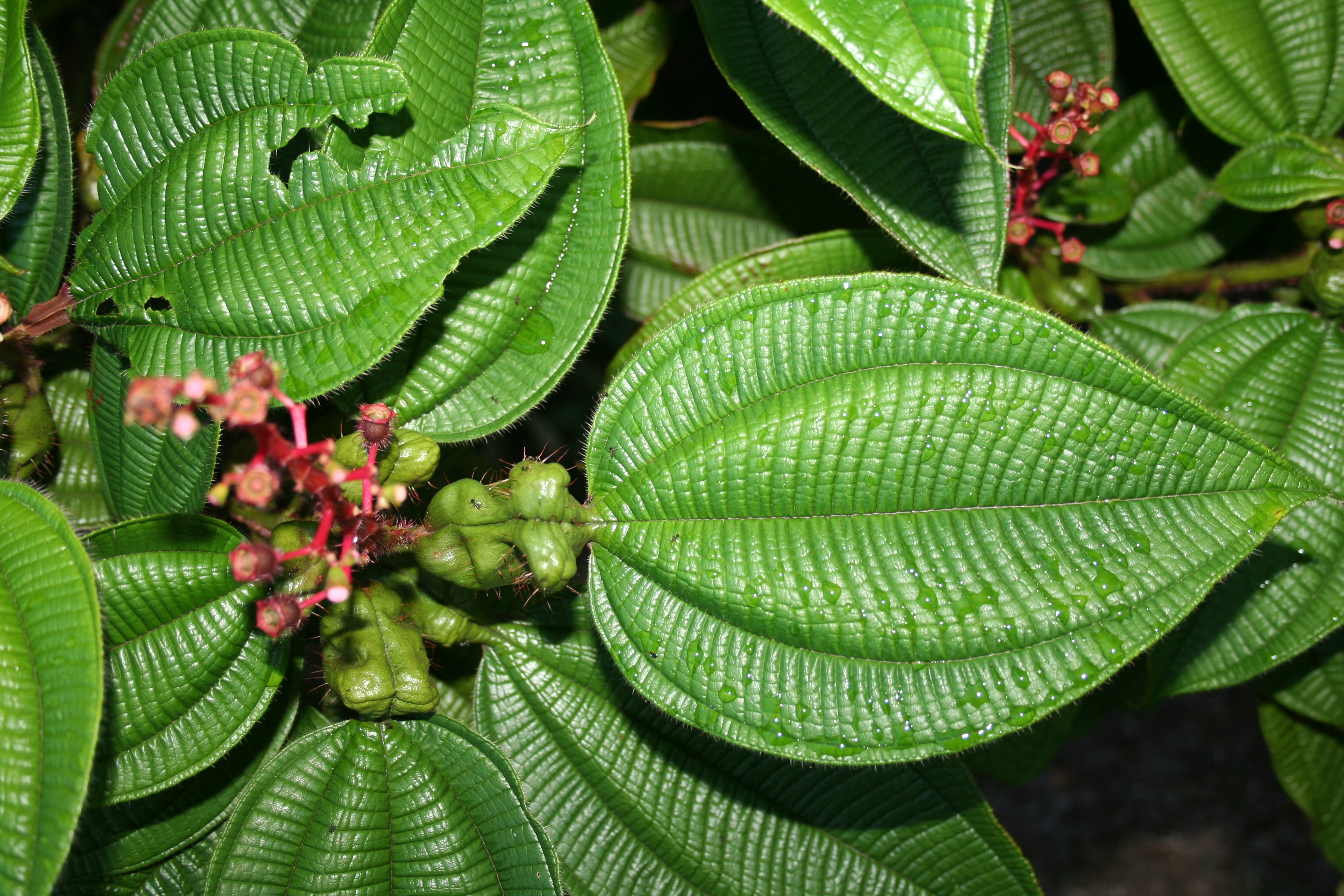
Feuilles et fruits verts de Tococa sp. Les structures gaufrées à la base des feuilles sont des domaties, des structures spécialisées pour héberger des fourmis. Les fourmis protègent la plante contre les ravageurs et lui apportent une nourriture minérale.

## Étymologie
Le nom vient du genre type Melastoma qui est issu du grec μέλανος / melanos, noir, et στόμα / stoma, bouche, car les baies, quand elles sont consommées, tachent la bouche en noir.

## Classification
La classification phylogénétique APG III (2009) inclut dans cette famille les genres précédemment placés dans la famille Memecylaceae : Lijndenia (en), Memecylon, Mouriri, Pternandra (sv), Spathandra (en), Votomita et Warneckea (en).

## Liste des genres
Selon Angiosperm Phylogeny Website (1 juin 2010) :

Selon NCBI (1 juin 2010) :

Selon DELTA Angio (1 juin 2010) :

Selon ITIS (1 juin 2010) :
- Acisanthera P. Br.
- Arthrostemma Pavón ex D. Don
- Astronidium Gray
- Calycogonium DC.
- Clidemia D. Don
- Conostegia D. Don
- Dissotis Benth.
- Graffenrieda DC.
- Henriettea DC.
- Henriettella Naudin
- Heterocentron Hook. & Arn.
- Heterotrichum DC.
- Leandra Raddi
- Mecranium Hook. f.
- Medinilla Gaud.
- Melastoma L.
- Miconia Ruiz & Pavón
- Mouriri Aubl.
- Nepsera Naud.
- Ossaea DC.
- Oxyspora DC.
- Pterolepis (DC.) Miq.
- Rhexia L.
- Sagraea DC.
- Tetrazygia L.C. Rich. ex DC.
- Tibouchina Aubl.
- Trembleya DC.